# Gương một chiều

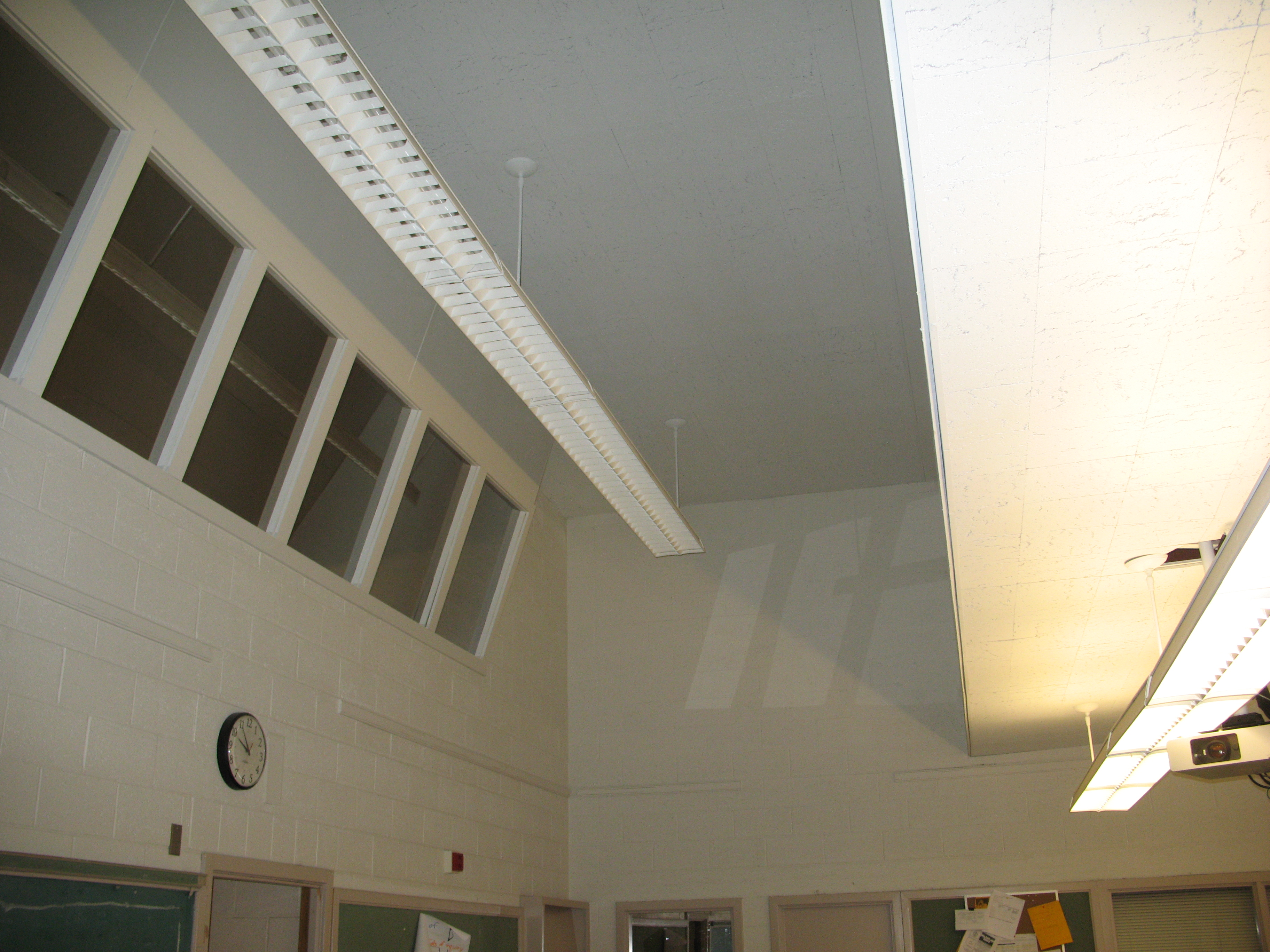
Gương một chiều cho tầng quan sát trên cao nhìn xuống lớp học (Đại học Wisconsin-Eau Claire)

Gương một chiều (hoặc kính một chiều, gương nửa bạc và gương bán trong suốt), là gương tương hoán phản chiếu ở một bên và trong suốt ở phía bên kia. Chiều truyền được phân biệt là chiều một bên của gương được chiếu sáng và bên còn lại là bóng tối. Điều này cho phép xem từ phía tối nhưng không phải ngược lại.

## Lịch sử
Bằng sáng chế đầu tiên của Hoa Kỳ cho gương một chiều xuất hiện vào năm 1903, sau đó được đặt tên là "gương trong suốt".

## Nguyên lý hoạt động

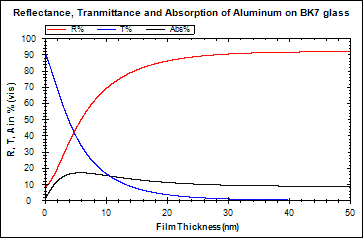
Các tính chất quang học của gương có thể được điều chỉnh bằng cách thay đổi độ dày của lớp phản chiếu.

Kính được phủ, hoặc được bọc bên trong, một lớp kim loại mỏng và gần như trong suốt (thường là nhôm). Kết quả là một bề mặt gương phản chiếu một số ánh sáng và bị phần còn lại xuyên qua. Ánh sáng luôn đi ngang nhau theo cả hai hướng. Tuy nhiên, khi một bên được chiếu sáng và bên còn lại bị tối, thì bên tối hơn trở nên khó nhìn từ phía được chiếu sáng vì nó bị che lấp bởi sự phản chiếu sáng hơn nhiều của bên được chiếu sáng.

## Ứng dụng

Kính một chiều (4) được sử dụng trong máy máy nhắc chữ

Một gương một chiều thường được sử dụng như một gương bình thường trong một căn phòng được chiếu sáng mạnh, ở phía bên kia là một căn phòng tối hơn nhiều. Mọi người ở phía có ánh sáng rực rỡ nhìn thấy hình ảnh phản chiếu của chính họ, nó trông giống như một tấm gương bình thường. Mọi người ở phía tối nhìn xuyên qua nó, nó trông giống như một cửa sổ trong suốt. Ánh sáng từ căn phòng sáng phản chiếu từ gương trở lại căn phòng lớn hơn nhiều so với ánh sáng truyền từ phòng tối, lấn át lượng ánh sáng nhỏ truyền từ bóng tối sang phòng sáng; ngược lại, ánh sáng phản chiếu lại vào phía tối bị tràn ngập bởi ánh sáng truyền từ phía sáng. Điều này cho phép người xem ở phía tối để quan sát phòng sáng một cách tình cờ.
Khi những chiếc gương như vậy được sử dụng để quan sát một chiều, phòng quan sát được giữ tối bởi một tấm rèm tối hoặc cửa đôi phòng trước. Những phòng quan sát này đã được sử dụng trong:
- Buồng thi công
- Nghiên cứu tâm lý học thực nghiệm
- Phòng thẩm vấn
- Nghiên cứu thị trường
- Truyền hình thực tế, như trong loạt phim Big Brother, sử dụng rộng rãi gương một chiều trong toàn bộ thiết bị để cho phép người quay phim ở hành lang đen đặc biệt sử dụng máy ảnh có thể di chuyển để quay phim mà không cần nhìn thấy.[5]
- Sàn quan sát an ninh ở khu vực công cộng
- Khoang lái tàu hoặc người điều khiển trong các chuyến tàu điện ngầm mới hơn, chẳng hạn như gia đình tàu điện ngầm Movia của Bombardier Transport, bao gồm cả Toronto Rocket

Các phiên bản nhỏ hơn đôi khi được sử dụng trong:
- Cửa sổ phát xạ thấp trên xe cộ và tòa nhà
- Vỏ màn hình điện thoại di động và máy tính bảng, cho phép màn hình được sử dụng làm gương khi tắt
- Camera an ninh, nơi camera được giấu trong vỏ bọc có gương
- Hiệu ứng sân khấu (đặc biệt là bóng ma của Pepper)
- Máy nhắc chữ, nơi họ cho phép người thuyết trình đọc từ văn bản chiếu lên kính ngay trước máy quay phim hoặc truyền hình
- Thiết lập phổ biến của một ảo ảnh gương vô cực

Loại gương tương tự, khi được sử dụng trong một dụng cụ quang học, được gọi là gương bán mạ và hoạt động theo nguyên tắc tương tự như gương dạng hạt. Một chiếc gương trong suốt một phần cũng là một phần không thể thiếu của giao thoa kế Fabry-Pérot.